# St. Maria Immaculata (Oberelspe)

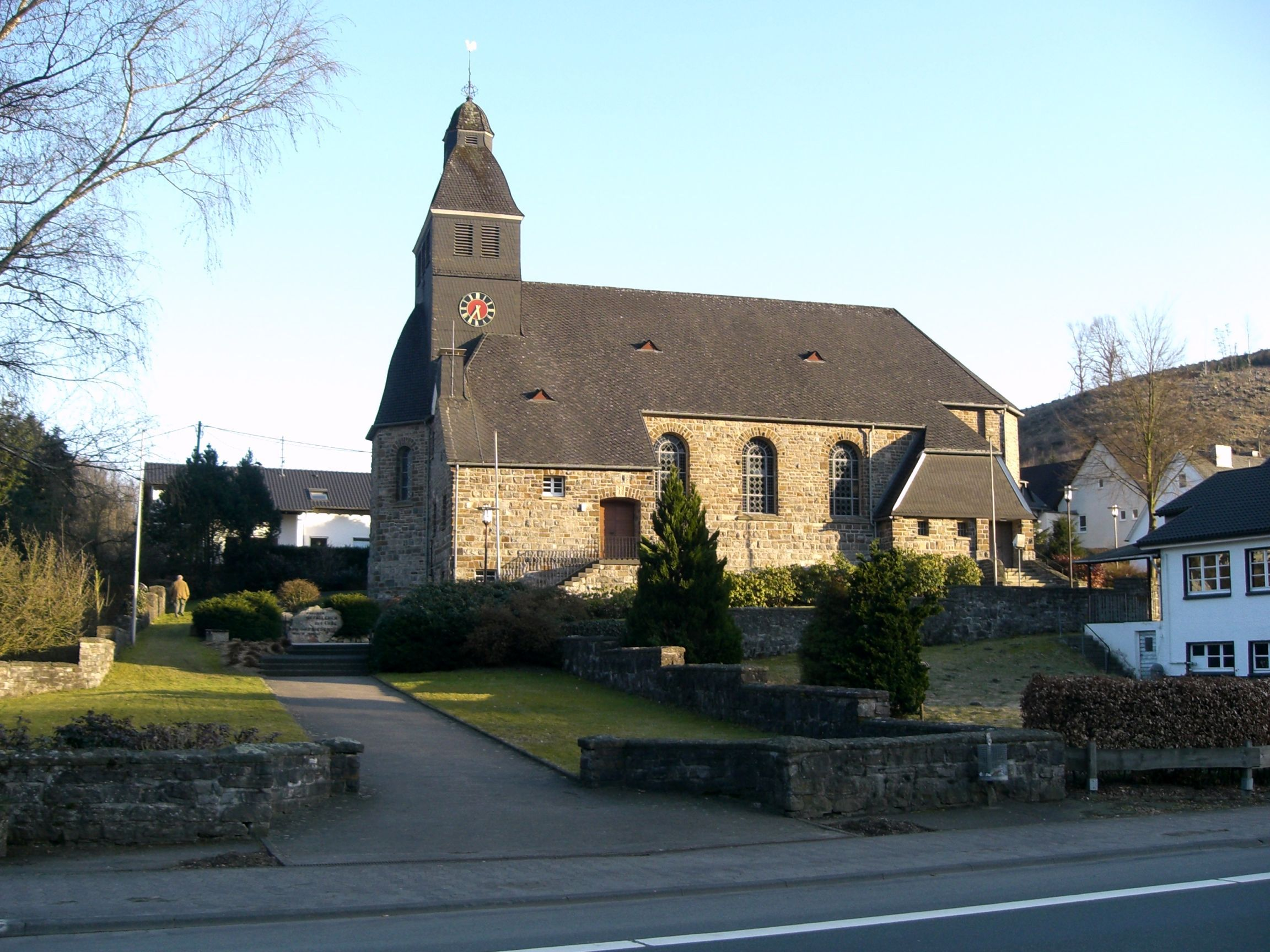
Kirche St. Maria Immaculata

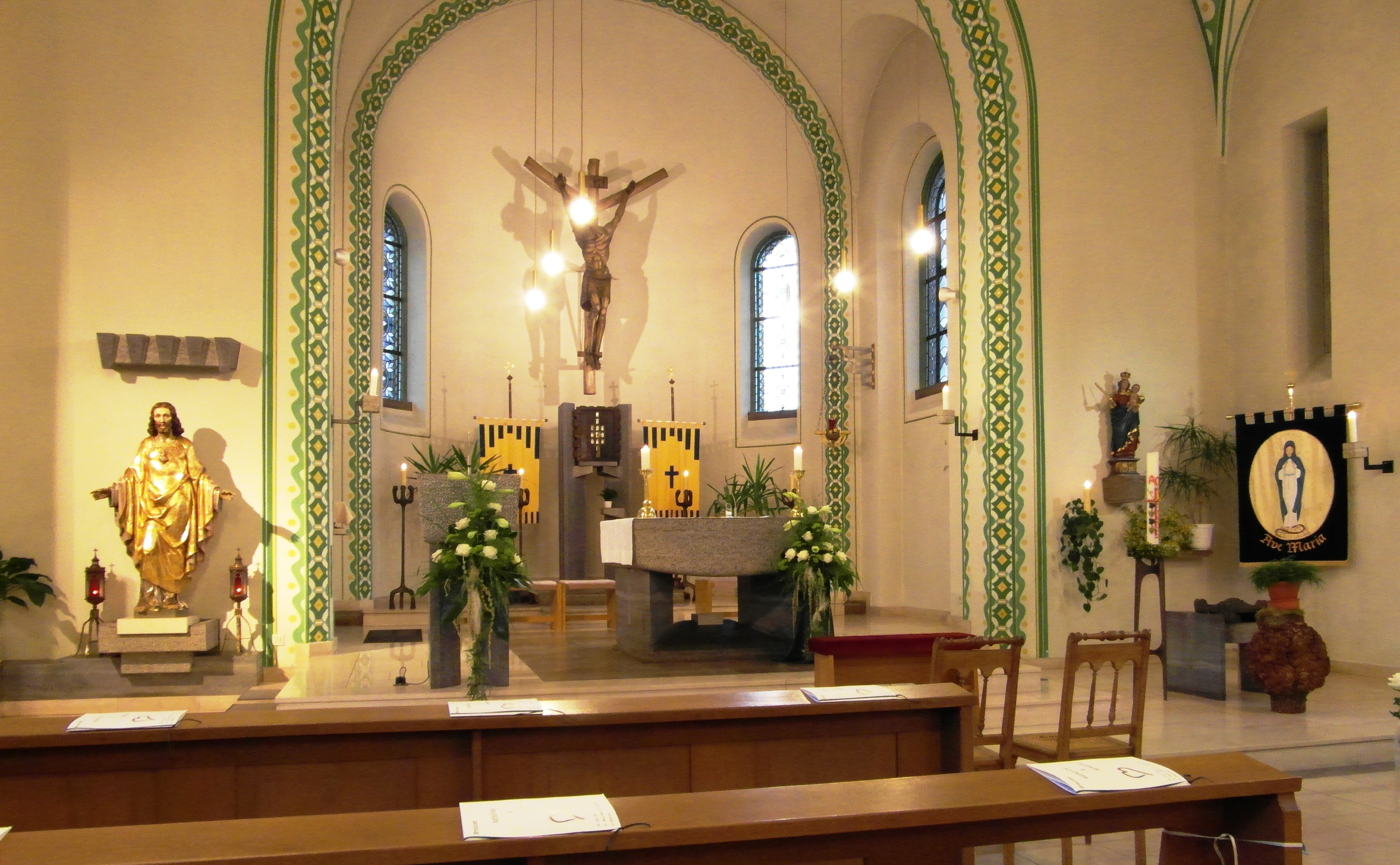
Hell gestalteter Altarraum von St. Maria Immaculata Oberelspe

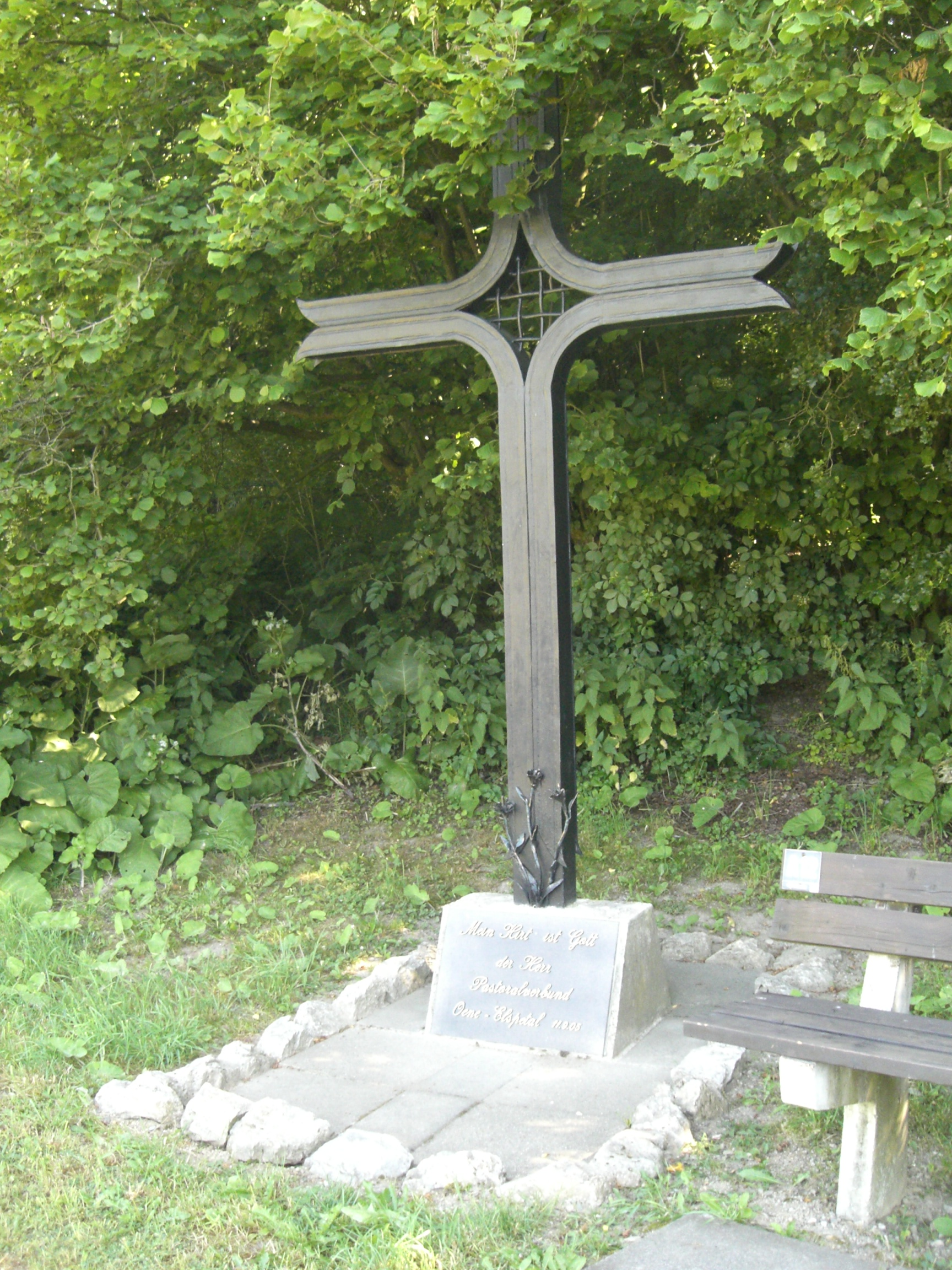
Gedenkkreuz des 2005 gegründeten Pastoralverbundes Elspe-Oenetal

St. Maria Immaculata ist eine römisch-katholische Pfarrkirche in Oberelspe, einem Ortsteil von Lennestadt im Kreis Olpe, Nordrhein-Westfalen. Die Kirchengemeinde St. Maria Immaculata gehört zum Pastoralverbund Lennestadt, dem elf weitere Pfarreien bzw. Pfarrvikarien angehören. In dem 2013 geschaffenen Pastoralverbund wurden die früheren vier Pastoralverbünde Lennetal, Meggen-Maumke-Halberbracht, Oene-Elspe-Tal und Veischedetal zusammengeführt.

## Geschichte
Die älteste Nachricht über eine vorhandene Kapelle stammt aus der Zeit um 1596 und führt die von Einwohnern für den Erhalt der Kapelle aufzubringenden Leistungen auf. Im Dreißigjährigen Krieg wurde sie durch Soldatenhorden entweiht.
Im Jahre 1647 konsekrierte der Paderborner Weihbischof Bernhard Frick zu Ehren des hl. Quirinus einen neuen Altar; eingeschlossen wurden die Reliquien der Thebäischen Märtyrer und der hl. Barbara. Im Jahr 1887 ist die Quirinuskapelle wegen der gewachsenen Seelenzahl erheblich erweitert worden, nachdem bereits ab zirka 1860 von der Pfarrei Elspe aus in der Kapelle ein periodischer Gottesdienst gehalten wurde.
Im Jahr 1894 erfolgte in Oberelspe die Gründung einer selbständigen Filialkirchengemeinde, bestehend aus Oberelspe, Altenvalbert, Burbecke und Habbecke. Vikar Josef Sauerwald setzte im Jahr 1913 die kirchliche Trennung von Elspe durch; Oberelspe ist seitdem Pfarrvikarie. Die Hoffnung auf ein neues Gotteshaus wuchs im Jahr 1912 durch die Schenkung eines geeigneten Grundstücks des Landwirts Innozenz Verse. Durch den unermüdlichen Einsatz und die Opferbereitschaft der Bevölkerung konnte 1920 mit dem Bau des Gotteshauses begonnen werden. Die Einweihung der neuen Kirche St. Maria Immaculata erfolgte im Dezember 1922.
Das Kircheninnere wurde 1970 neu gestaltet. In den 1990er Jahren folgte eine Innen- und Außenrenovierung und ein Ausbau der Orgel. Im Jahr 2001 wurde ein neues Pfarrheim neben der Kirche gebaut.
Eine bebilderte Dokumentation und Beschreibung der Kirchenfenster, des Grundrisses und der Innenansicht der Kirche befinden sich auf der Internetseite der Forschungsstelle Glasmalerei des 20. Jahrhunderts e.V.
Zum Pfingstfest 2012 wurde in einem feierlichen Rahmen die alte Oberelsper „Kleppglocke“ neben den vorhandenen größeren Glocken wieder in Betrieb genommen. Die sog. „Kleppglocke“, die vor und während der Gottesdienste geläutet wurde, stammt vermutlich noch aus der Zeit vor dem Umbau im Jahr 1887 der vorerwähnten Quirinus-Kapelle. Nach den Aufzeichnungen des Pfarrvikars Tölle wurde die Kleppglocke am 26. Mai 1942 für Kriegszwecke eingezogen, jedoch aufgrund glücklicher Umstände nicht mehr eingeschmolzen. Am 7. Oktober 1947 konnte die Kirchengemeinde die Glocke wieder in Empfang nehmen. Nach nunmehr 70 Jahren nach ihrem „Auszug in den Krieg“ läutet sie wieder an ihrem früheren Platz.